# Itron
Itron Inc. (NASDAQ: ITRI) es una compañía global de tecnología que provee sistemas inteligentes de medición y servicios que medir, monitorear y administrar la electricidad, gas natural y agua. Itron cuenta con cerca de 8.000 empresas de servicios públicos en más de cien países que utilizan su tecnología para optimizar la entrega y el uso de energía y agua. dentro del catálogo de productos de Itron Smart Meter se incluyen electricidad, gas, agua y medición de la energía térmica y  tecnología de control, sistemas de comunicaciones, software y servicios profesionales.
.

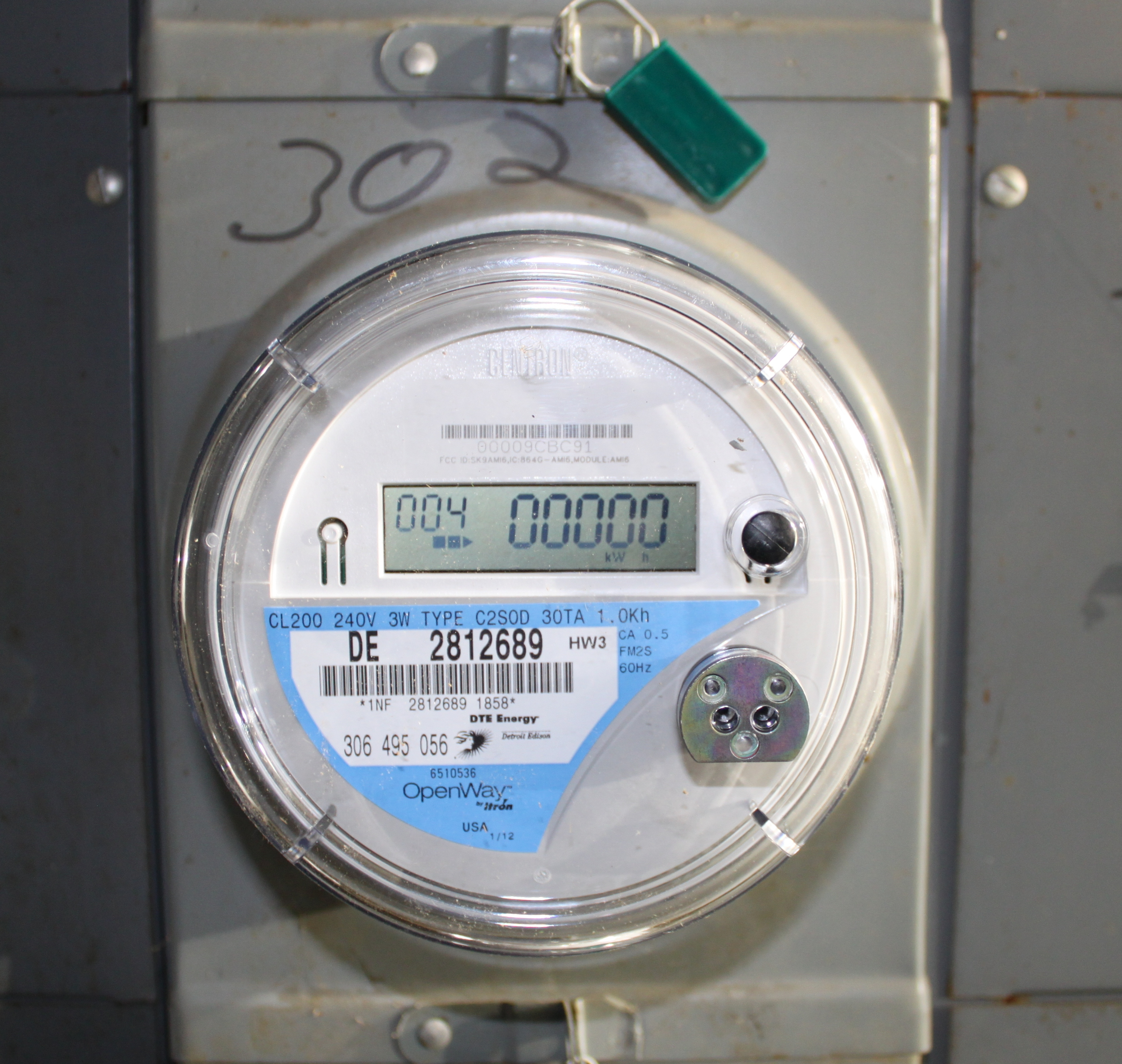
Itron OpenWay electricity Smart meter(medidor inteligente) cuenta con dos vías de comunicación para realizar la lectura remota usando energía DTE

Originalmente era una filial de Avista, Itron es ahora una compañía de negocios públicos que en 2011 registró ingresos de US $ 2,4 mil millones.
Itron emplea a más de 9.000 en 130 países. Una reestructuración corporativa en 2011 recortó alrededor del 7,5% de la fuerza de trabajo y provocó el cierre de seis sitios en su mayoría en Europa y América del Sur. Parte de este proceso de reestructuración contempló un aumento en la comercialización de sus productos e intensificó las actividades de fabricación en China y América Latina.
Desde el año 2019 en adelante a cerrado/vendido o transferido muchas de sus plantas alrededor del mundo. En Europa cerró la fábrica-modelo de Reims-Francia en el 2020, en el mismo año vendíó a su competidor Dresser la fábrica-modelo de Karlsruhe- Alemania y la fábrica de bancos de calibrado de Montornés en Barcelona, España a la alemana Inotech. Junto con estos cierres, se cerró completamente la Planta de Gödollo en Hungría y la planta de Suzhou en China. En Latinoamérica, las plantas de Americana en San Pablo Brasil y la fabrica de La Tablada en Argentina fueron vendidas a un grupo mexicano-brasilero denominado Accell. Lo mismo sucedió con sus oficinas comerciales de Chile y México. Por último, se realizó la transferencia de tecnología francesa y sus certificados de calidad a un fabricante en Medio Oriente y a una distribuidora en Pakistán. A pesar de lo que muestra en su página oficial, muchos de los sitios internacionales mostrados como propiedad del grupo, han sido vendidos, cerrados o transferidos a terceros.